# Duaenhór

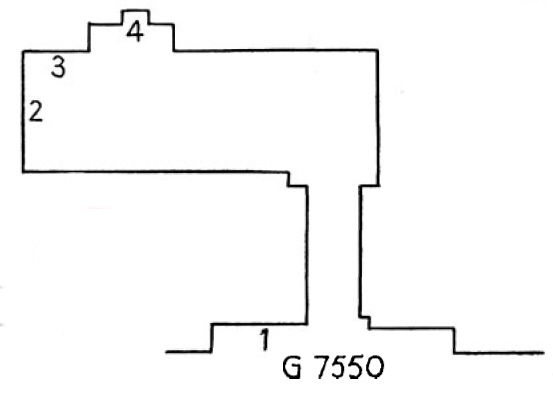
Duaenhór gízai sírjának alaprajza

Duaenhór (dw3-n(ỉ)-ḥr.w, „Dicsőítsd Hóruszt”) ókori egyiptomi herceg volt a IV. dinasztia idején; lehetséges, hogy Kawab herceg és II. Hotepheresz fia, így Hufu fáraó unokája, címei alapján – „A király vér szerinti fia”, „Apjának társa” – azonban lehetséges, hogy Hufu egyik fiatalabb fia (testvéreivel, Kaemszehemmel és Mindzsedeffel együtt). Egy lánya ismert, Nebtihotep.

## Sírja
Duaenhór sírja a gízai G 7550 masztabasír. A sír kápolnájában a jelenetek családjával ábrázolják Duaenhórt, emellett henteseket ábrázolnak munka közben. A sírban egy álajtó is található.